# Pistola subacuática SPP-1
La pistola subacuática SPP-1 fue fabricada en la Unión Soviética para equipar a los buzos militares. Fue desarrollada a finales de la década de 1960 y aceptada en servicio en 1975. Bajo el agua, las balas comunes son imprecisas y tienen un alcance muy corto. Por lo tanto, esta pistola dispara un dardo de acero calibre 4,5 mm con una longitud de 115 mm y un peso de 12,8 g, que tiene un mayor alcance y poder de penetración que los dardos de un fusil de pesca submarina. El cartucho completo tiene una longitud de 145 mm y pesa 17,5 g.

## Diseño
La SPP-1 tiene cuatro cañones, cada uno de ellos cargado con un cartucho. Su munición viene en un peine de cuatro cartuchos, que es insertado en la recámara de la pistola.
Sus cañones no tienen ánima estriada; el dardo disparado mantiene su trayectoria bajo el agua gracias a efectos hidrodinámicos. Por lo tanto, es algo imprecisa al ser disparada en tierra.
Un mecanismo de doble acción única dispara un cartucho cada vez que se aprieta el gatillo. Cuando se han disparado los cuatro cartuchos, la pistola puede recargarse bajo el agua o fuera de esta.
La SPP-1M es esencialmente igual a la SPP-1, pero con las siguientes diferencias:
- tiene un muelle adicional sobre el retén del martillo para mejorar la presión del gatillo.
- su guardamonte es más grande para poder ser disparada usando guantes de buceo.

La pistola fue diseñada por Vladimir Simonov, el cartucho por Pyotr Sazonov y Oleg Kravchenko.
Simonov también diseñó el fusil subacuático APS.

## Desempeño
La profundidad reduce el alcance, debido a que la alta presión cierra la cavidad rápidamente. Una vez que el proyectil ya no es supercavitante, la resistencia hidrodinámica se incrementa rápidamente y el proyectil se vuelve inestable.
El alcance letal es definido como el alcance desde donde puede penetrar fácilmente un traje de buceo acolchado, o una máscara de buceo con un vidrio de 5 mm de espesor.
Es fabricada por TOZ (Tulsky Oruzheiny Zavod/ Тульский Оружейный Завод) Fábrica de Armas de Tula, y exportada por Rosoboronexport, la agencia estatal rusa para exportación/importación de productos de defensa.

## Usuarios
- Kazajistán[9]
- Rusia[10]
- Unión Soviética